# Palazzo Castelmur

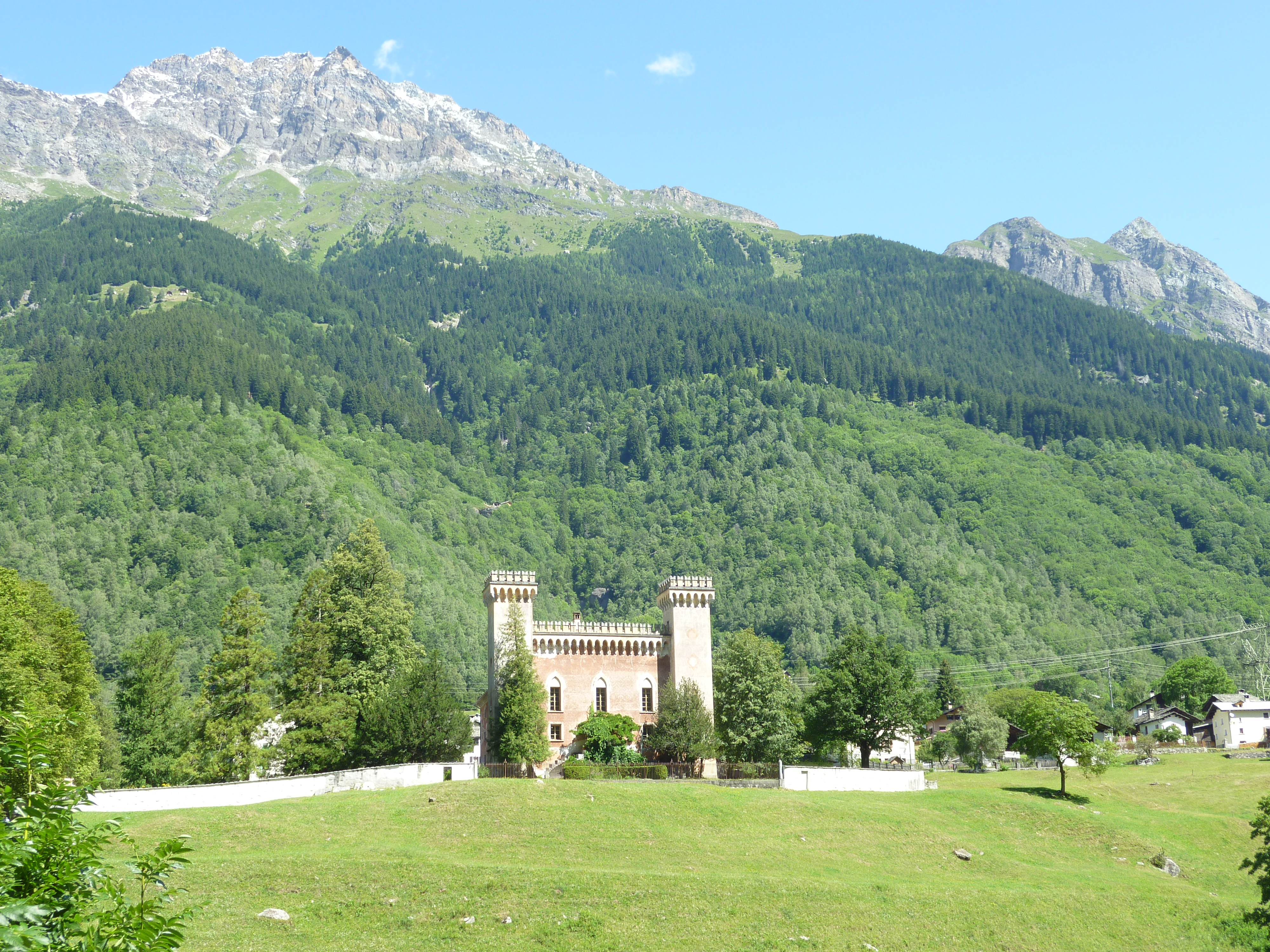
Ansicht von Süden

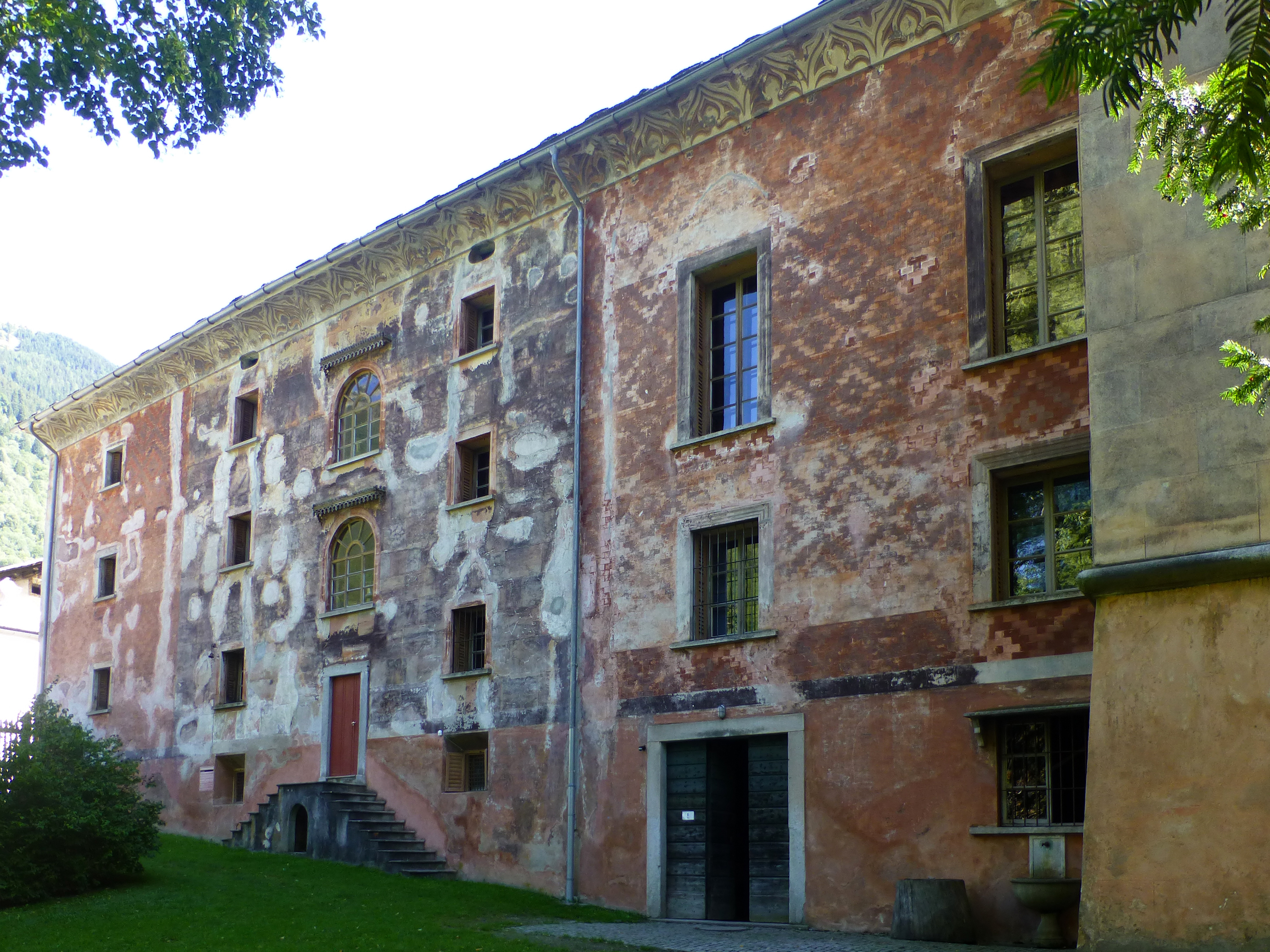
Westseite

Der Palazzo Castelmur steht im Weiler Coltura beim Dorf Stampa im Bergell im Kanton Graubünden. Er gilt als einzigartiges Denkmal der Bündner Rückwanderer-Kultur.

## Geschichte
Den Kern des heutigen Palazzo bildet ein Patrizierhaus aus dem Jahr 1723 aus dem Besitz der Familie Redolfi. 1850 bis 1854 erweiterten  Baron Giovanni von Castelmur (1800–1871) und seine Frau Annetta (1813–1892) das Herrenhaus, indem sie nach venezianisch-maurischem Vorbild an die Südseite des Hauses den eigentlichen Palazzo mit Seitentürmen, Pechnasen und Zinnen anbauen liessen. Baumeister war der Mailänder Ingenieur und Architekt Giovanni Crassi-Marliani, der auch die Nossa Donna Castelmur neu gestaltete.
1962 wurde der Palazzo durch eine Bergeller Stiftung gekauft und der Öffentlichkeit zugänglich gemacht.

## Bau

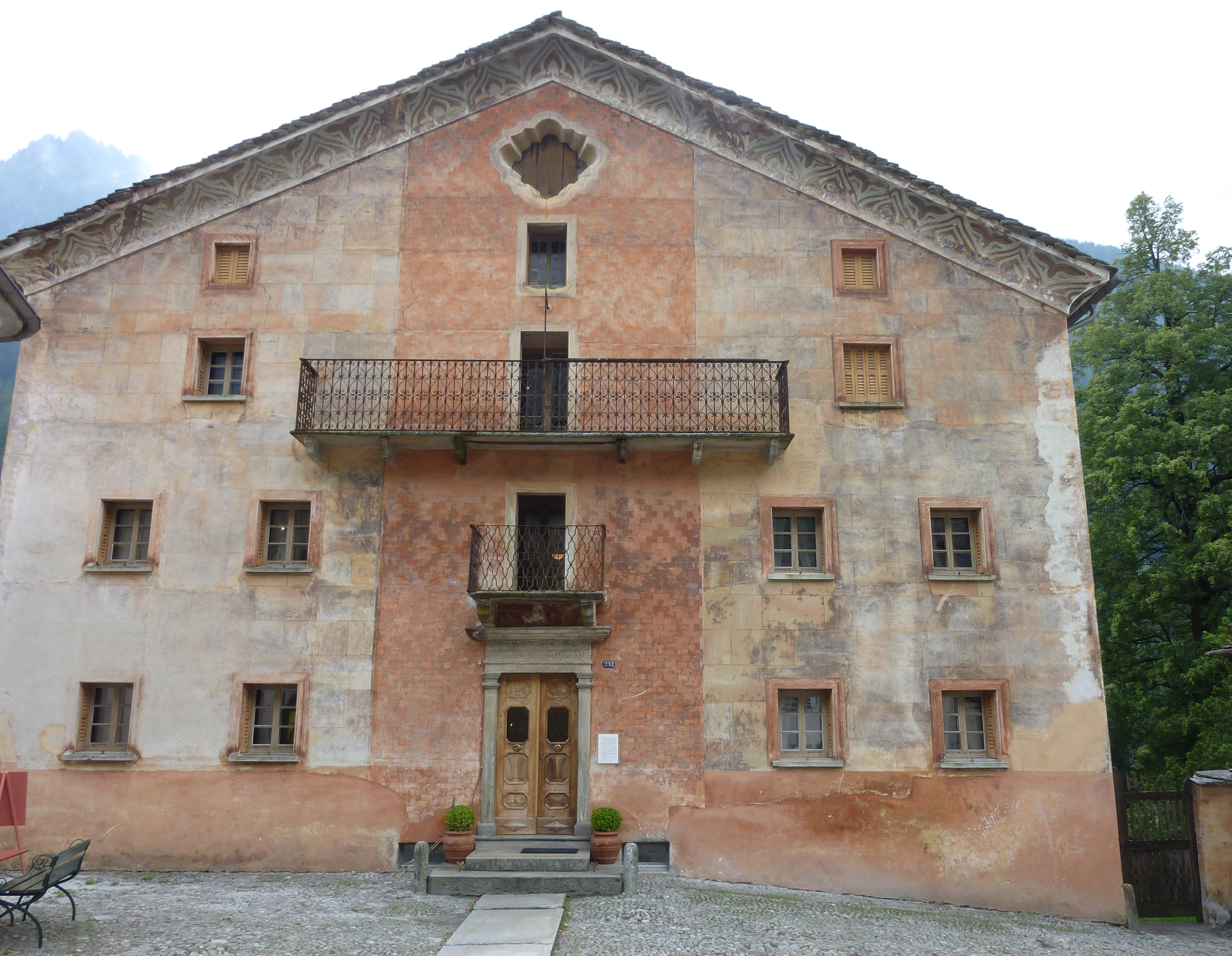
Front

Im Innern ist nur an den unterschiedlichen Bodenbelägen auszumachen, wo der Südteil angesetzt wurde. An der westlichen Aussenfassade hingegen ist an den grösseren Fenstern erkennbar, dass der Teil rechts des Wasserabflussrohrs angebaut wurde. Im Erdgeschoss und im ersten Stock sind Räume mit ihrer originalen Ausstattung durch Mailänder Künstler zu besichtigen. Die Zimmer sind mit Ausnahme eines Raumes mit lackiertem Täfer aus Arvenholz und mit teilweise bemalten Tapeten versehen. Im neuen Teil liegen Speisesaal, Salon, die in Rot und Grün gehaltenen Schlafzimmer und die vier kleinen Turmzimmer. Wände und Decken der grösseren Räume sind mit auffallenden Wandgemälden verziert. Die Trompe-l’œil-Malereien wurden 1853 von Gaspare Tirinanzi ausgeführt, andere Malereien stammen von Zaviero Tessera.
Im gewölbten Korridor des Erdgeschosses hängen zahlreiche Gemälde von Mitgliedern der Familie von Salis-Marschlins. Den südlichen Abschluss bildet eine Glastüre mit der Abbildung eines Ritters mit Dame von einem unbekannten Meister aus dem Jahr 1860. Im Korridor des ersten Obergeschosses hängen afrikanische Speere und Schilde. Im obersten Geschoss ist eine Dauerausstellung über die Geschichte der Bündner Zuckerbäcker untergebracht.

## Deckenmalereien

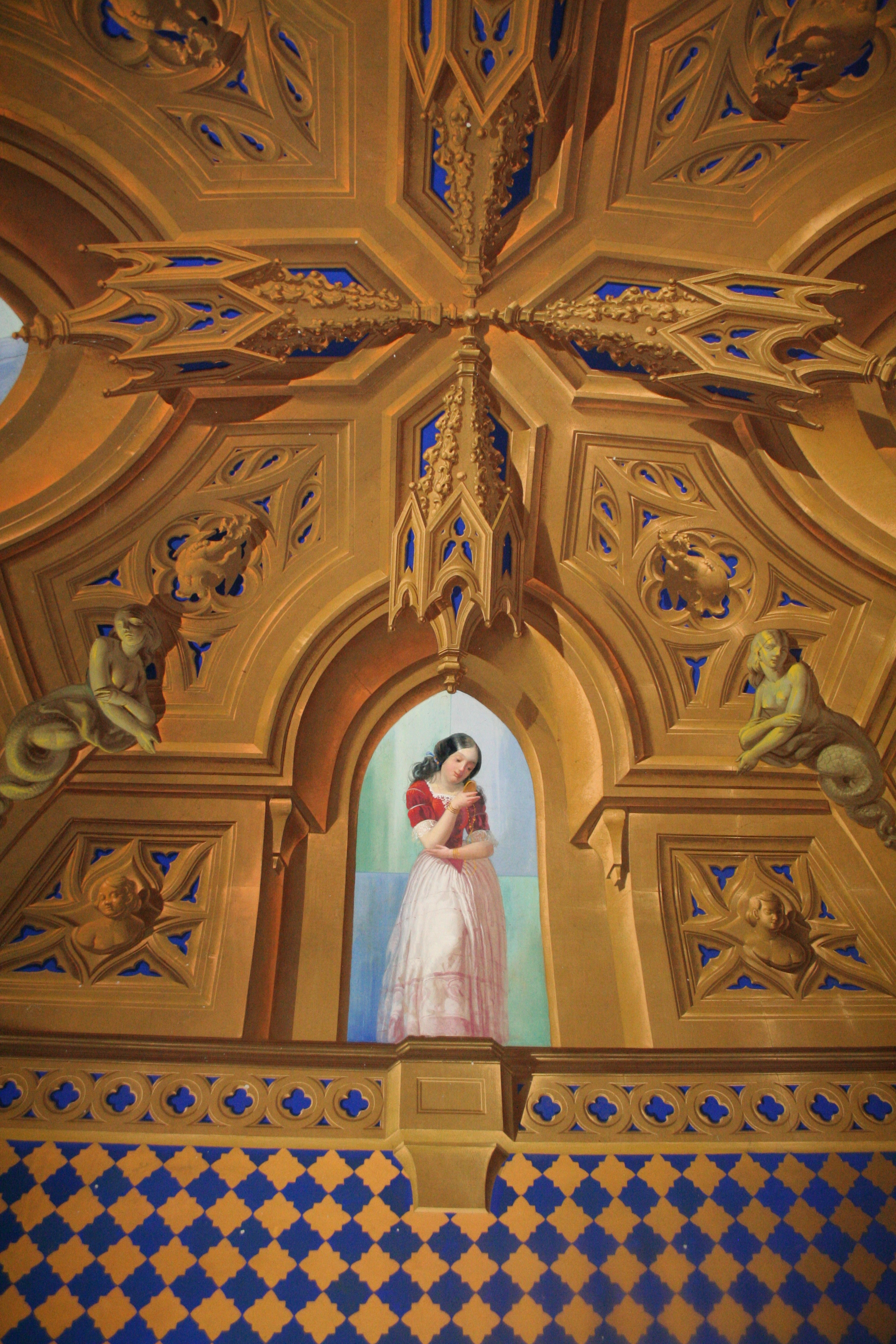
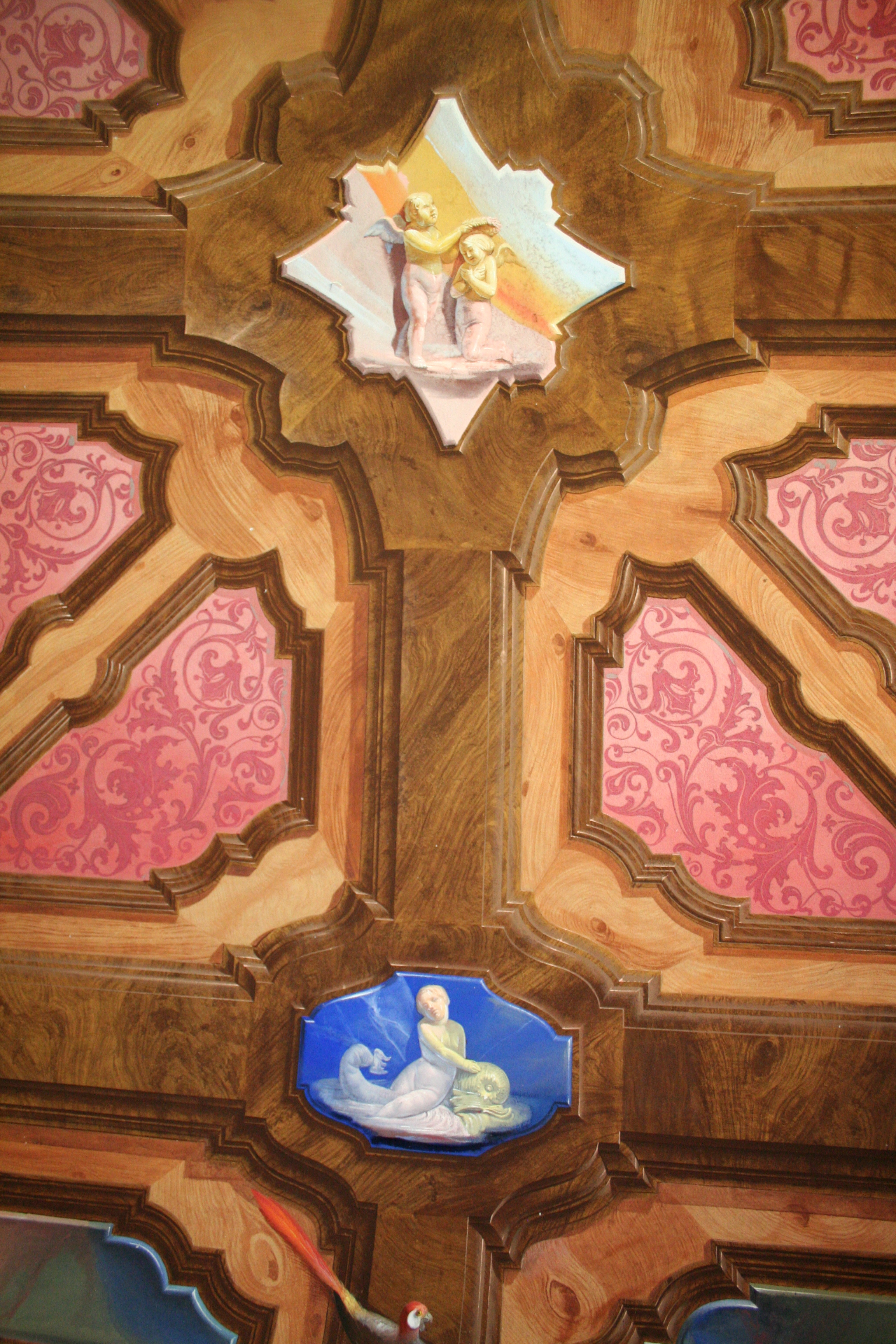
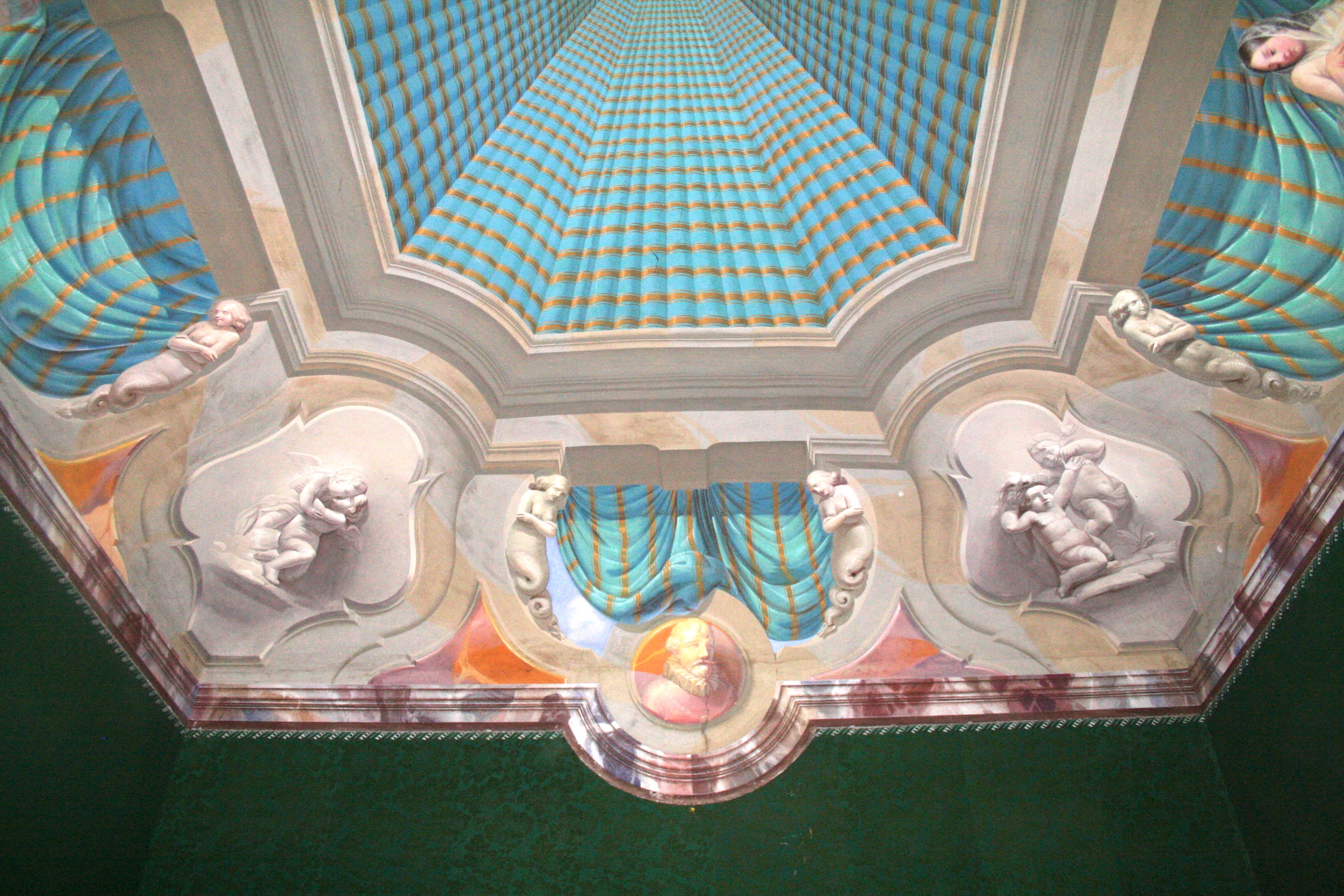
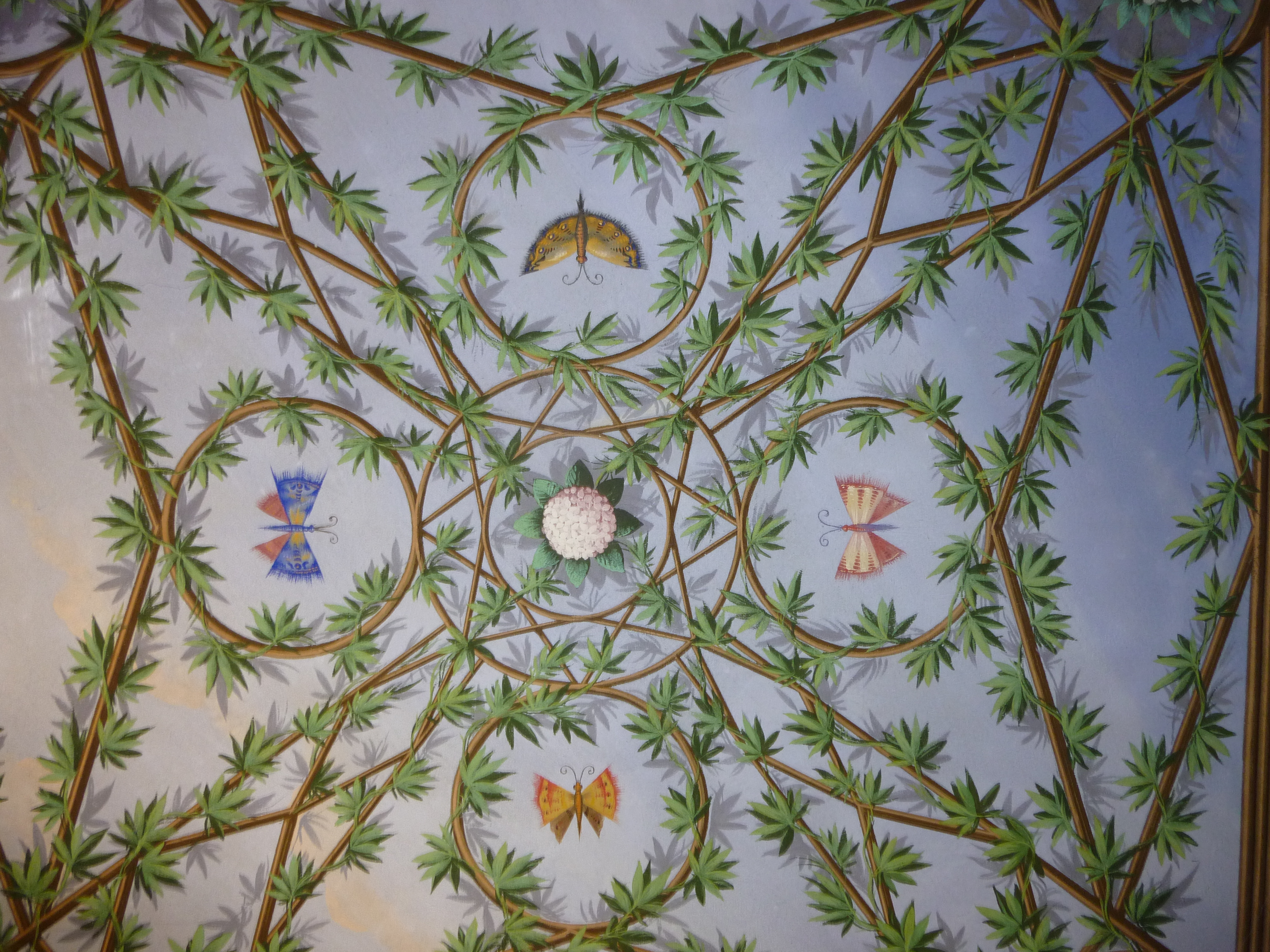

## Räume

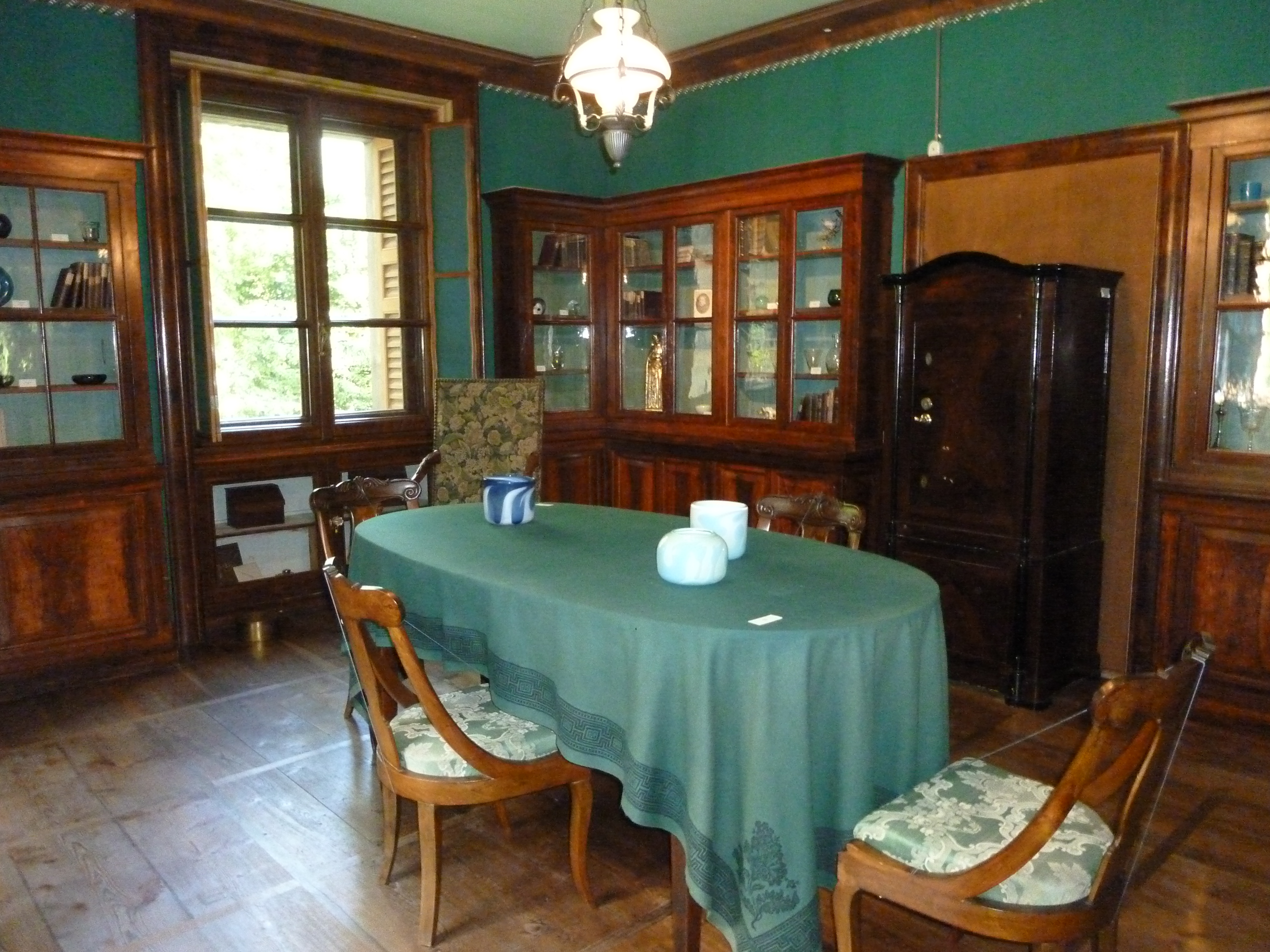
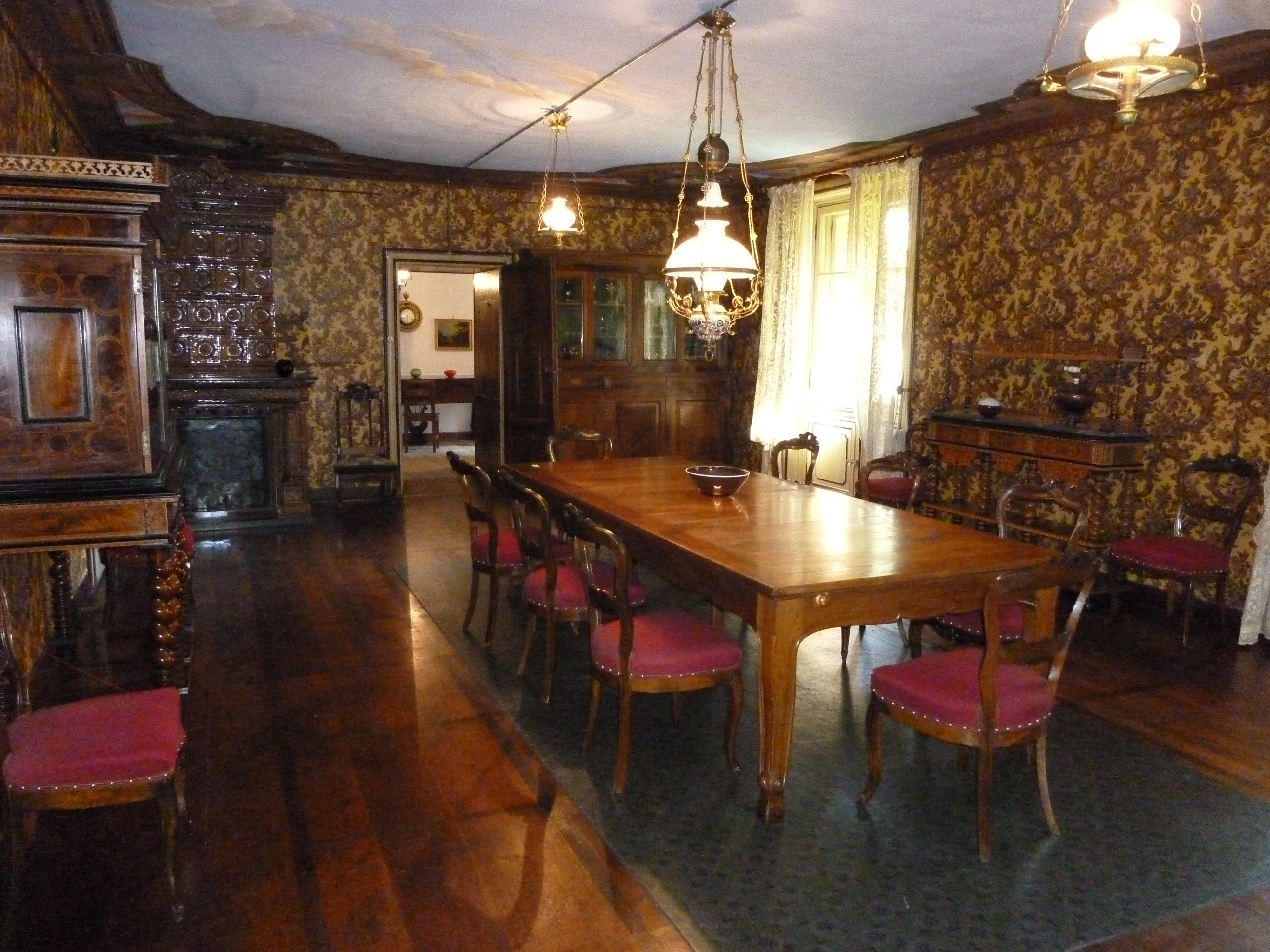
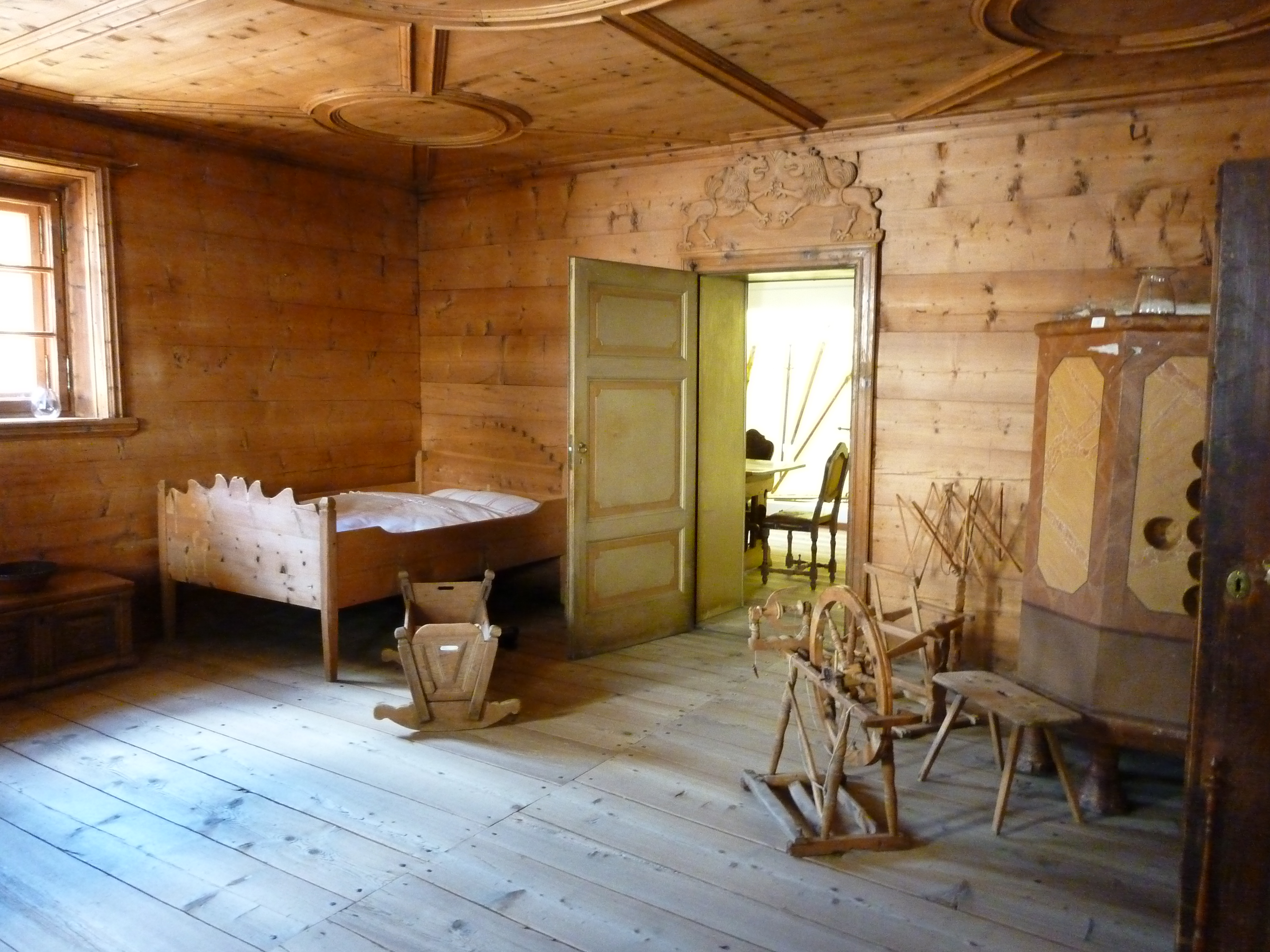
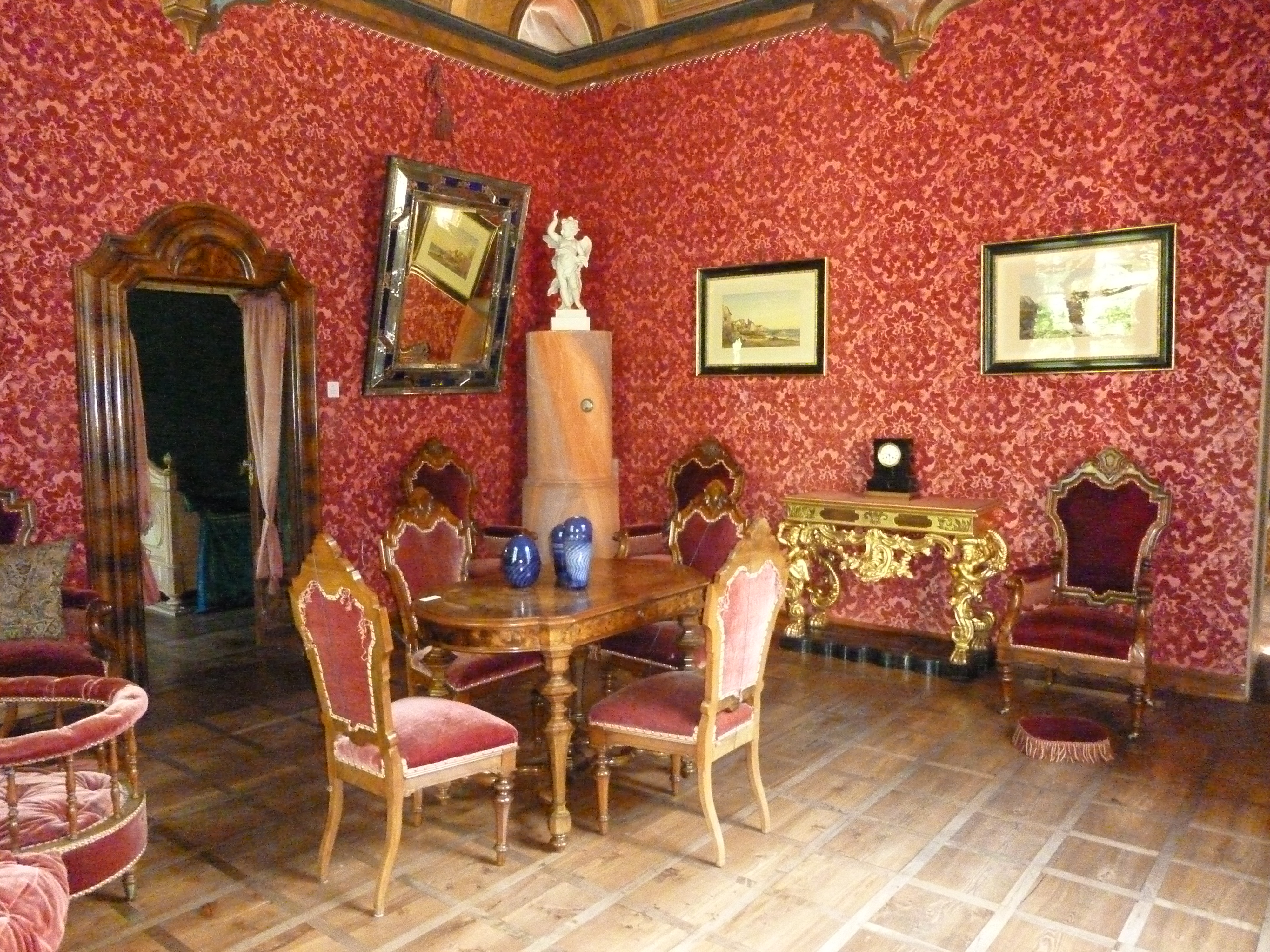

## Korridore und grosser Saal

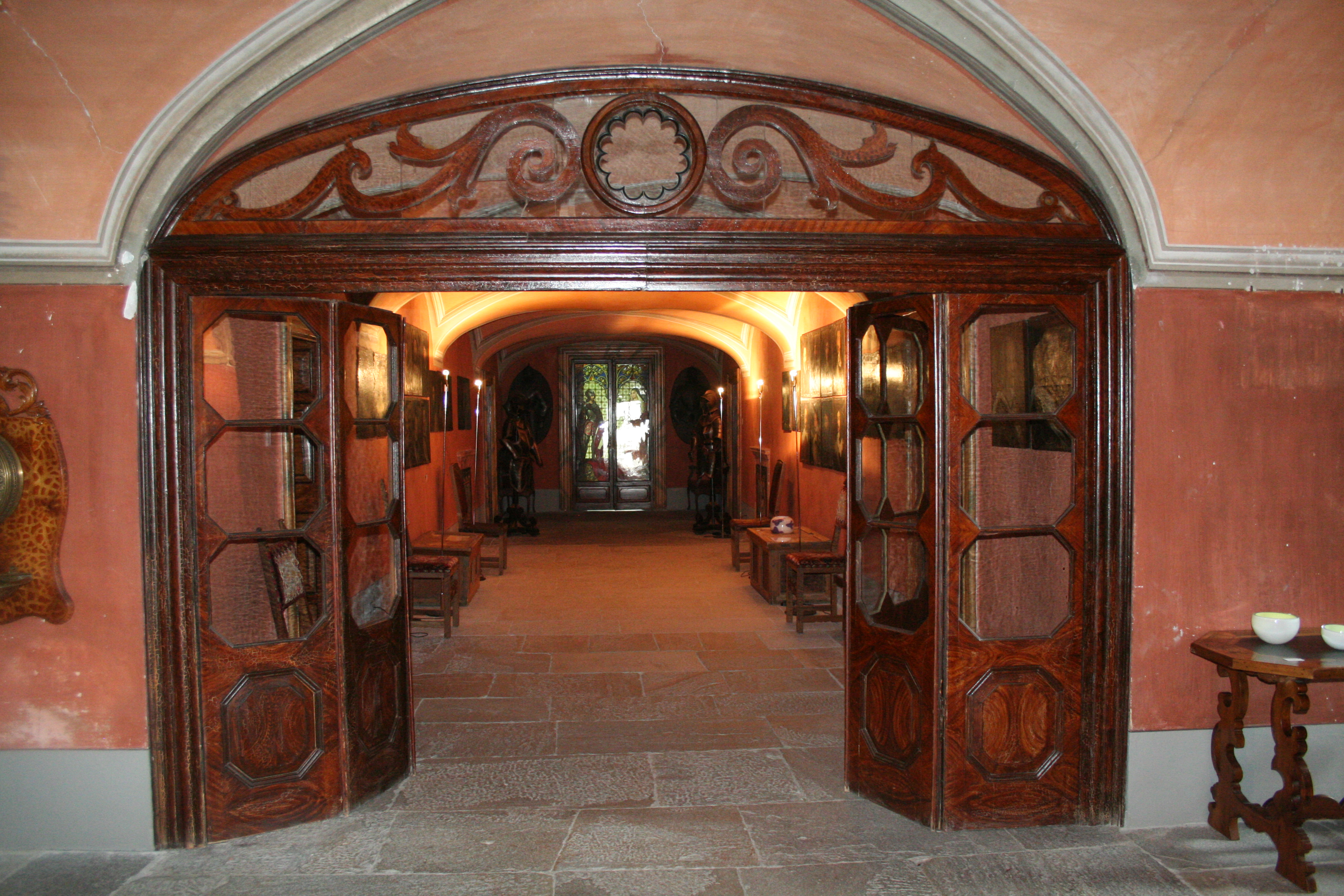
Korridor Erdgeschoss
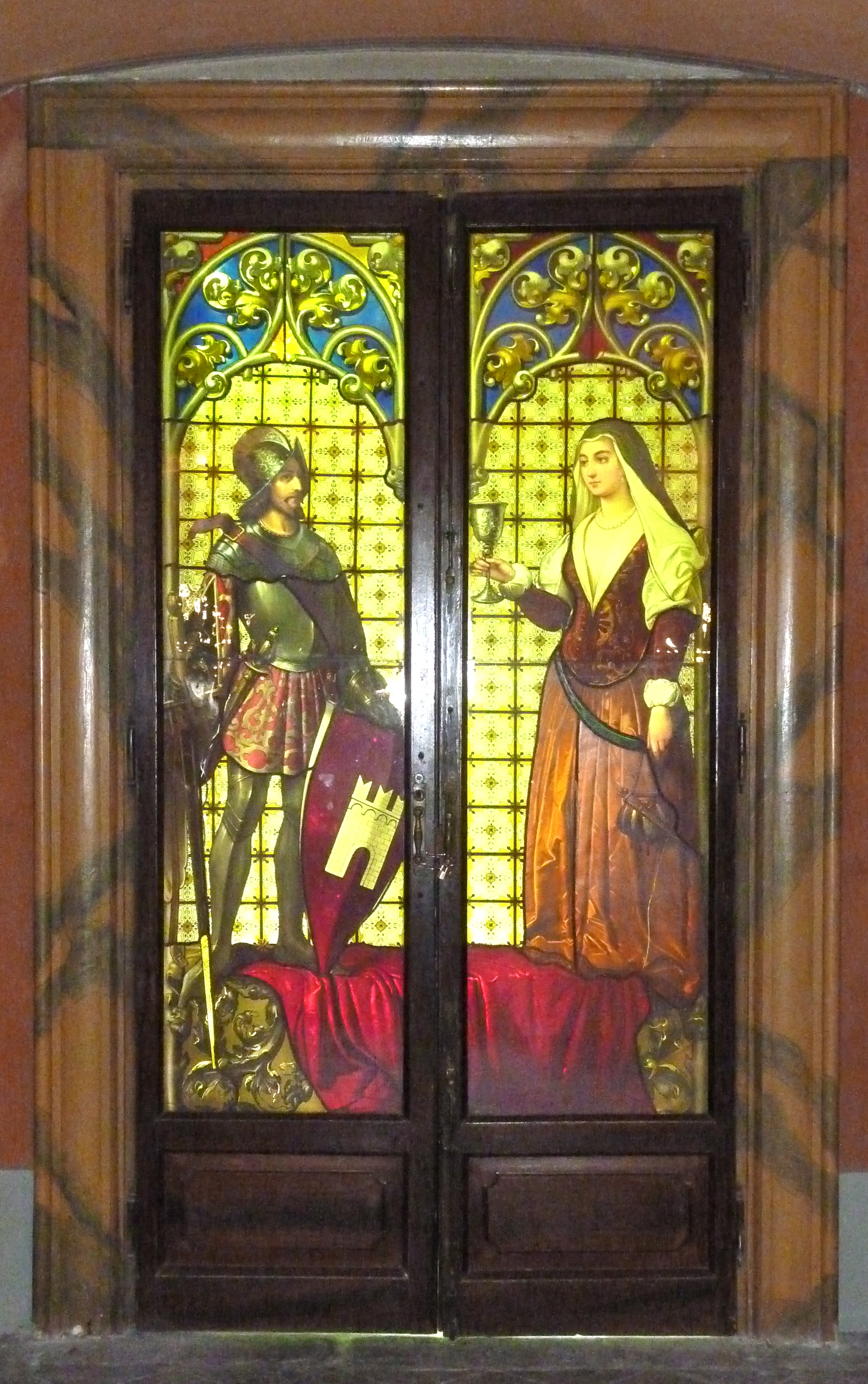
Glastür
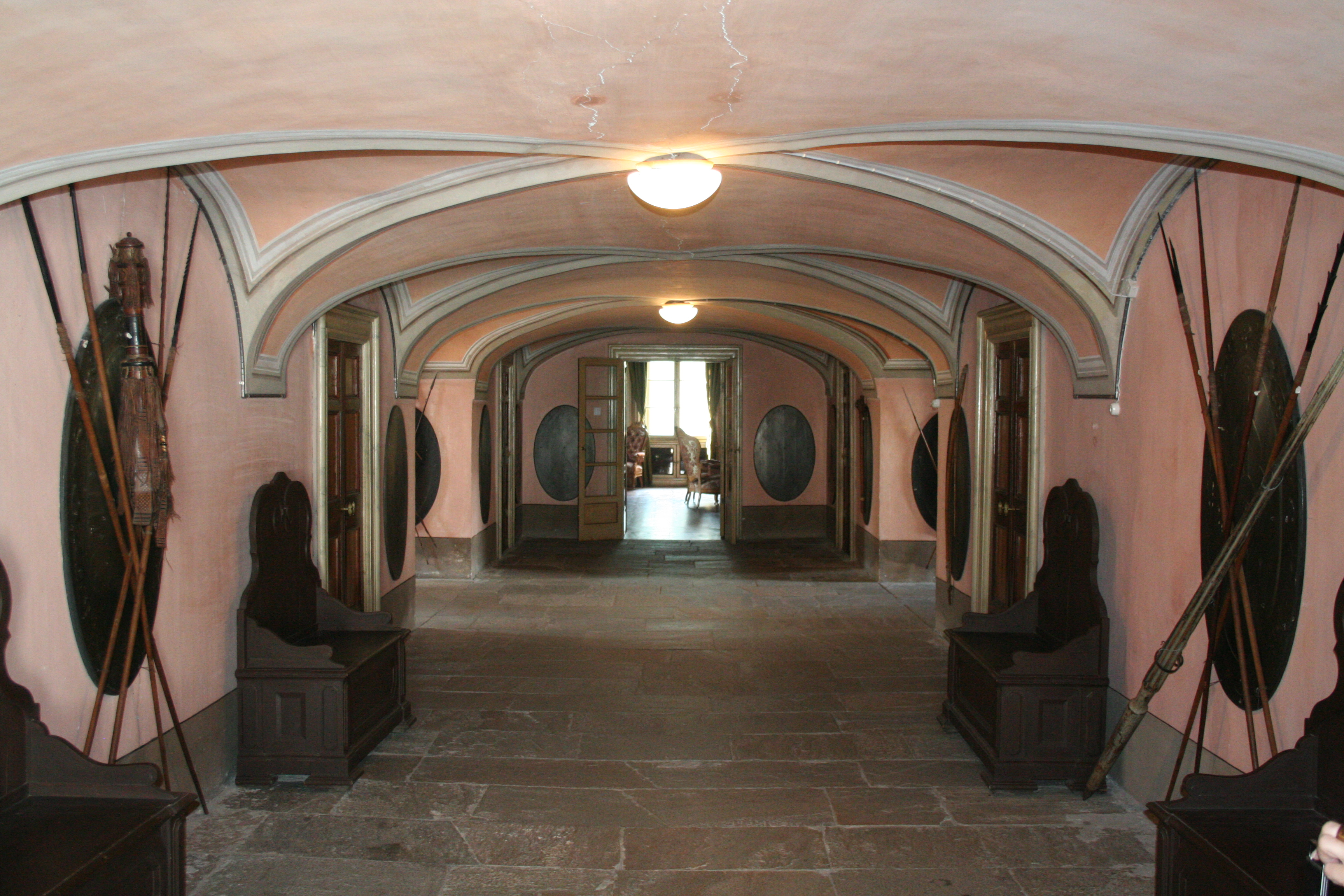
Korridor erster Stock
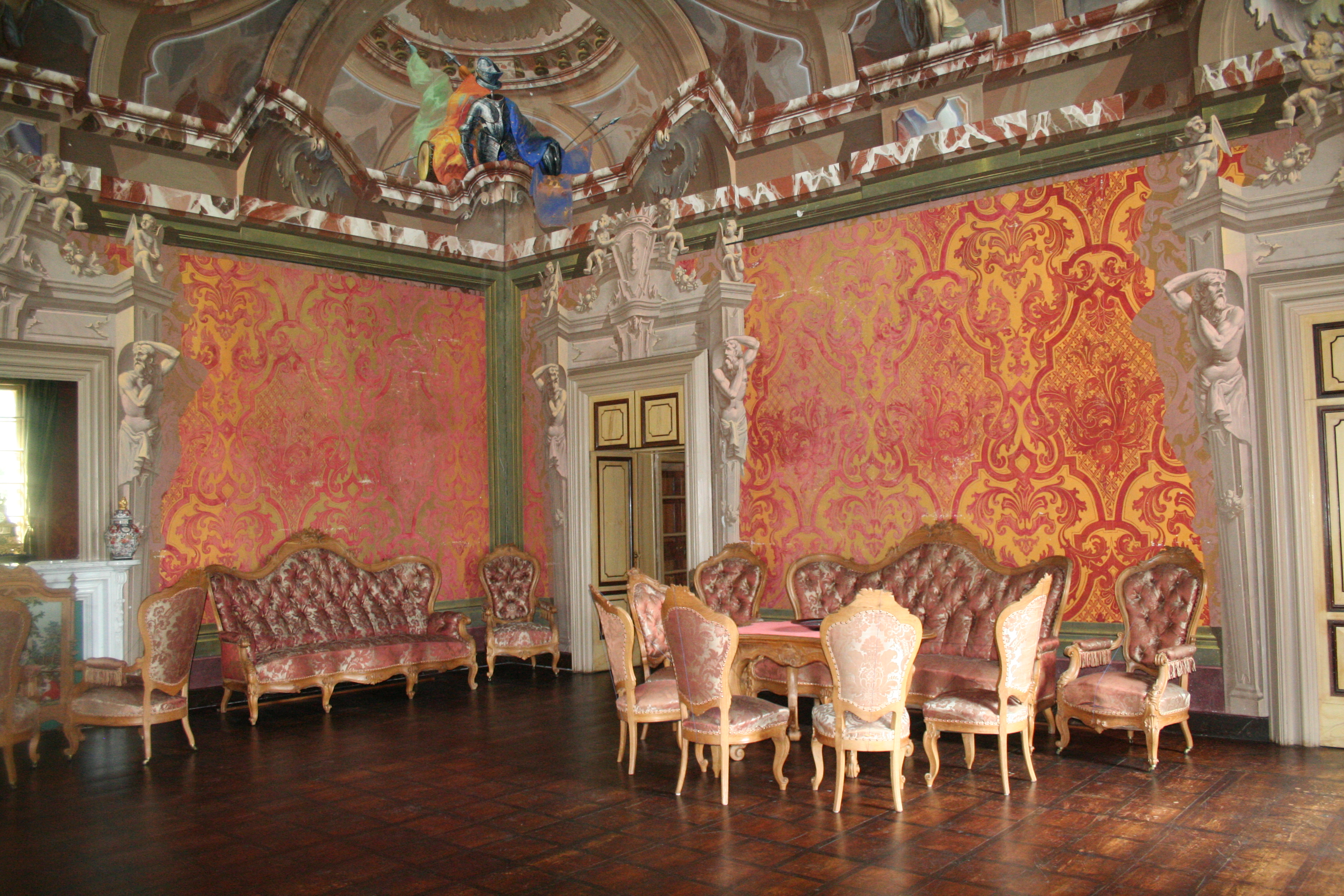
Grosser Saal